# エルナ・ソルベルグ
エルナ・ソルベルグ（ノルウェー語: Erna Solberg、ノルウェー語発音: [ˌærnɑ ˈsuːlˈbærɡ]、1961年2月24日 - ）は、ノルウェーの政治家。2004年から保守党代表、2013年より2021年まで同国首相。駐日ノルウェー大使館のウェブサイトでは、アーナ・ソールバルグと表記されている。
1989年に国会議員に初当選し、第2次ボンデヴィーク内閣では地方行政・地域開発相を務めた。総選挙で勝利した後、グロ・ハーレム・ブルントラント以来となるノルウェーで二人目の女性首相になった。

## 経歴

### 生い立ち
ノルウェー西部のベルゲンに生まれ、高級住宅地のカルファレット地区で育った。父アスビョルン・ソルベルグ（1925年 - 1989年）はベルゲン・スポルヴァイに勤めるコンサルタント、母のヴェンヘ・トーゲルセン（1926年 - 2016年）は事務員であった。ソルベルグはその次女であり姉と妹がいる。夫シンドレ・フィンネスの間に二子を持つ。

### 学生時代
学校では勉強に苦労したが、16歳の時にディスレクシア（失読症）と診断されてその原因がわかった。それでも、クラスでは活発でおしゃべりなムードメーカーであった。高校時代の1979年、ノルウェー学生ユニオンの委員に選ばれ、そこでジャマイカへの募金を募る全国チャリティーイベント「オペラショーン・ダグスヴェルク」を主導した。1986年にベルゲン大学で社会学、政治学、統計学、経済学の修士号 (cand.mag.) を取得。大学最後の年にはベルゲンの保守党学生連盟を率いた。

### 政治経歴
1979年から1983年、また1987年から1989年にかけて、ベルゲン市議会議員。後者の時期には執行委員になった。青年保守党と保守党の支部長でもあった。1989年にはホルダラン県からストーティング（国会）議員に初当選し、以来5回再選されている。1994年から1998年まで全国保守女性協会代表を務めた。
2001年から2005年まで、ヒェル・マグネ・ボンデヴィーク内閣に地方行政・地域開発相として入閣した。亡命希望者に関する断固とした姿勢など、自分の政策を強く主張したため、メディアからは「鉄のエルナ」と呼ばれた 。実際に、ボンデヴィーク政権（2001年 - 2005年）における亡命申請者数は続く赤緑連立政権（2005年 - 2009年）時代より数千人多い 。2003年にはイギリスのシャリーア議会の存在を知って、その導入を提案し、その翌年にもノルウェーへの移民の増加を願うと述べた。その一方で、大臣として安全保障上の脅威であったアンサール・アル・イスラムの最高指導者ムッラー・クレカルの国外追放を移民局に指示した。これより後の2010年、クレカルはソルベルグを殺害するとの脅迫声明を出した。
2002年から2004年まで保守党副代表、2004年より同代表。
2013年9月9日の総選挙における保守党の勝利を受けて次期首相となり、10月16日に就任した。2018年2月に来日。
新型コロナウイルス感染症の世界的流行ではソーシャル・ディスタンス規制を敷いたが、2021年2月に開かれた自身の60歳の誕生日パーティーではこの規制に反し大人数での会食を行ってしまい、ソルベルグ自身は不参加だったものの同年4月、警察当局より罰金として2万ノルウェー・クローネ（約25万7千円）が課された。
石油開発への依存の是非が争点となった2021年9月13日投開票の議会選挙ではヨーナス＝ガール・ストーレ率いるノルウェー労働党が48議席を獲得するなど左派政党が躍進し政権交代を許した。10月12日に国王ハーラル5世に対して首相辞任を表明。14日に後任のヨーナス＝ガール・ストーレが首相に就任したことに伴い退任した。
- 欧州人民党の会議にて（2015年10月21日）
- 米国のバラク・オバマ大統領と（2016年5月13日）
- 左からソルベルグ、スウェーデンのステファン・ロベーン首相、デンマークのヘレ・トーニング＝シュミット首相、フィンランドのアレクサンデル・ストゥブ首相、アイスランドのシグムンドゥル・ダヴィード・グンラウグソン首相（2014年10月27日）
- 左からボスニア・ヘルツェゴビナのシェフィク・ジャフェロビッチ大統領評議会議長、モルドバのマイア・サンドゥ元首相、ソルベルグ（2019年11月20日）

## 趣味
スマートフォンのゲーム好きが報じられており、中でも「キャンディークラッシュ」と「ポケモンGO」の愛好者である。

## その他
- 日本の選択的夫婦別姓問題について、「愛しているからといって結婚で姓を変えることは難しい」と述べた[16]。ノルウェーでは夫婦別姓を選ぶことができる[16]。